# Natascha McElhone
Natascha McElhone (Hampstead, Londres, 14 de desembre de 1971) és una actriu anglesa, coneguda principalment pel seu paper en el remake de Solaris que va dirigir Steven Soderbergh.

## Biografia
Filla de periodistes, és l'única dona de molts germans. Els seus pares es van separar quan tenia dos anys i va anar a viure amb la seva mare a Brighton. Més tard, la seva mare es va traslladar a Irlanda, d'on és natural.
Va començar a fer classes de dansa als dotze anys mentre estudiava una l'escola privada de noies a Brighton, al sud d'Anglaterra, i es va graduar a la London Academy of Music and Dramatic Art l'any 1993.
Es va casar amb el cirurgià plàstic Dr. Martin Hirigoyen Kelly el 19 de maig de 1998 i van anar a viure al barri de Fulham, també a Londres. Allà van tenir els seus dos primers fills Theodore (2000) i Otis (2003), i actualment està embarassada del tercer. El 20 de maig de 2008, el seu marit va morir a l'entrada de casa seva a causa d'una miocardiopatia dilatada mentre ella estava treballant a Califòrnia.

## Carrera
Va començar a treballar en el teatre en obres com Ricard III, El comte de Montecristo, The Cherry Orchard i El somni d'una nit d'estiu, sempre a Anglaterra. Va debutar a la televisió en la sèrie de la BBC Bergerac el 1991.
L'any 1996 va tenir el seu primer paper al cinema amb la pel·lícula Surviving Picasso, on va fer la primera i única escena totalment nua. Posteriorment va treballar en El Show de Truman amb Jim Carrey. Els seus papers més importants han estat en les pel·lícules Ronin amb Robert De Niro i Solaris amb George Clooney.
Actualment està treballant en la sèrie de televisió estatunidenca Californication juntament amb David Duchovny.

## Treballs

### Cinema
- Surviving Picasso (1996)
- L'ombra del diable (The Devil's Own) (1997)
- Mrs Dalloway (1997)
- El Show de Truman (1998)
- Ronin (1998)
- Treballs d'amors perduts (Love's Labour's Lost) (2000)
- Killing Me Softly (2002)
- City of Ghosts (2002)
- Solaris (2002)

### Sèries de televisió
- Californication (2007)
- Designed Survivor (2016)

### Teatre
- Ricard III
- El comte de Montecristo
- The Cherry Orchard
- El somni d'una nit d'estiu
- Honour (2006)